# Hubert Curien
Hubert Curien fue un físico francés y una figura clave en la política científica europea como presidente del CERN (1994-1996), primer presidente de la Agencia Espacial Europea (ESA) (1981-1984) y segundo presidente de la Academia Europæa.
Tras la Segunda Guerra Mundial estudió física en la Escuela Normal Superior de París.
Fue director general del Centre National de la Recherche Scientifique (Centro Nacional de Investigaciones Científicas) de Francia en 1969 y uno de los fundadores de la Fundación Europea de Ciencias, presidiendo esta institución de 1979 a 1984. Fue también presidente del Centro Nacional de Estudios Espaciales (CNES) de 1976 a 1984 y primer presidente del consejo de la ESA de 1981 a 1984, impulsando la creación del cohete Ariane.
Hebert Curien fue Ministro de Investigación de Francia en los períodos 1984-1986 y 1988-1993. Entró en la Academia Francesa de Ciencias en 1994.
Fue el presidente de la Fundación de Francia entre 1998 a 2000.
En homenaje a Hubert Curien, el Ministerio de Asuntos Exteriores francés decidió renombrar su programa de intercambio científico bilateral, previamente llamado "Programas de Acción Integrada" o PAI, a "Alianzas Hubert Curien" o "PHC". El Ministerio de Asuntos Exteriores francés ha firmado PHCs con más de 60 países en el mundo.
El 14 de marzo de 2007, como homenaje a Hubert Curien por su contribución al espacio en Europa,la ESA, la NASA y el COSPAR decidieron nominar el lugar de aterrizaje de la sonda Huygens como "Hubert Curien Memorial Station".